# Oh Bej! Oh Bej!

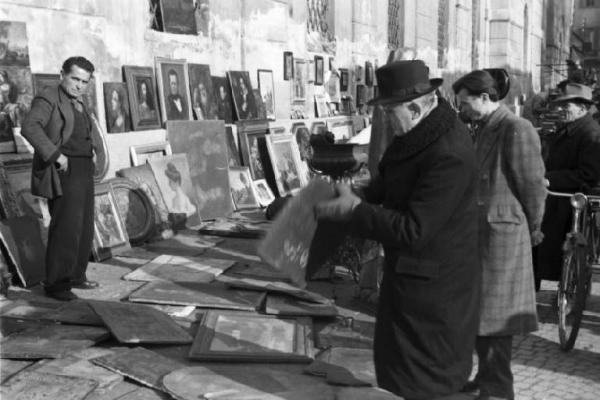
La feira de los Oh bej! Oh bej! en los años cincuenta.

La feria de los Oh bej! Oh bej! es un mercado al aire libre navideño milanés. Se lleva a cabo generalmente del 7 de diciembre, día de San Ambrosio de Milán, santo patrón de la ciudad, hasta el siguiente domingo del mes.

## Orígenes
Los Oh bej! Oh bej! representan una de las más antiguas tradiciones milaneses, su origen remonta al año 1288, periodo en el cual se llevaba a cabo una fiesta en honor de San Ambrosio en la zona donde se encontraba la Basílica de Santa María la Mayor.
Sin embargo el origen de la fiesta como la conocemos actualmente comienza en 1510 y coincide con la llegada a la ciudad de Giannetto Castiglione, primer Gran Maestro de la Orden de los Santos Mauricio y Lázaro, a quién el Papa Pío IV dio el encargo de viajar a Milán en un intento de reavivar la devoción y la fe en los santos de los ciudadanos.
A su arribo a la ciudad, Giannetto siente temor de no ser bienvenido por milaneses, los cuales nunca habían manifestado una fuerte simpatía por el Papa. Era además 7 de diciembre, el día en el que se festejaba la fiesta patronal de San Ambrosio, coincidiendo con la fecha de su elección como Obispo en el 374. Decide entonces preparar un considerable número de sacos llenos de dulces y juguetes. Una vez entró a Milán, él y su séquito comenzaron a distribuir el contenido de los sacos a los niños milaneses, los cuales se habían reunido en torno al cortejo junto a una gran multitud de ciudadanos. El cortejo llega a la Basílica de San Ambrosio rodeados de una multitud que festejaba.
Desde entonces la feria de los Oh bej! Oh bej! se comenzó a organizar en el periodo del festejo dedicado a San Ambrosio. Se montaban puestos de ropa, juguetes y sobre todo de productos gastronómicos típicos de la época como la mostarda, castagnaccio y el "firòn" hecho a base de castañas ahumadas y horneadas, bañadas en vino blanco para después venir enfiladas en un largo hilo.

## Origen del nombre
El nombre de Oh bej! Oh bej! se origina con la entrada de Giannetto Castiglione a la ciudad, deriva de la exclamación de alegría de los niños milaneses que aceptaban con agrado los regalos del enviado del Papa: la expresión lombarda "Oh bej! Oh bej! "que en español se traduce "¡qué bellos!", "¡qué lindos!" haciendo alusión a los regalos que recibían.

## Época contemporánea
Inicialmente los Oh bej! Oh bej! se llevaban a cabo en la Piazza Mercanti, en el 1886 fue transferida a la Plaza de San Ambrosio adyacente a la Basílica de San Ambrosio, donde se llevó a cabo por 120 años, hasta el 2006 cuando la transfirieron nuevamente a lo largo del Foro Buonaparte, en la zona que rodea al Castillo Sforzesco.
En nuestros días los puestos ambulantes de los Oh bej! Oh bej! exponen principalmente artesanías, antigüedades y dulces.